# Chiesa di Santo Stefano (Mori, Italia)
La chiesa di Santo Stefano è la parrocchiale di Mori, in provincia ed arcidiocesi di Trento; fa parte della zona pastorale della Vallagarina.

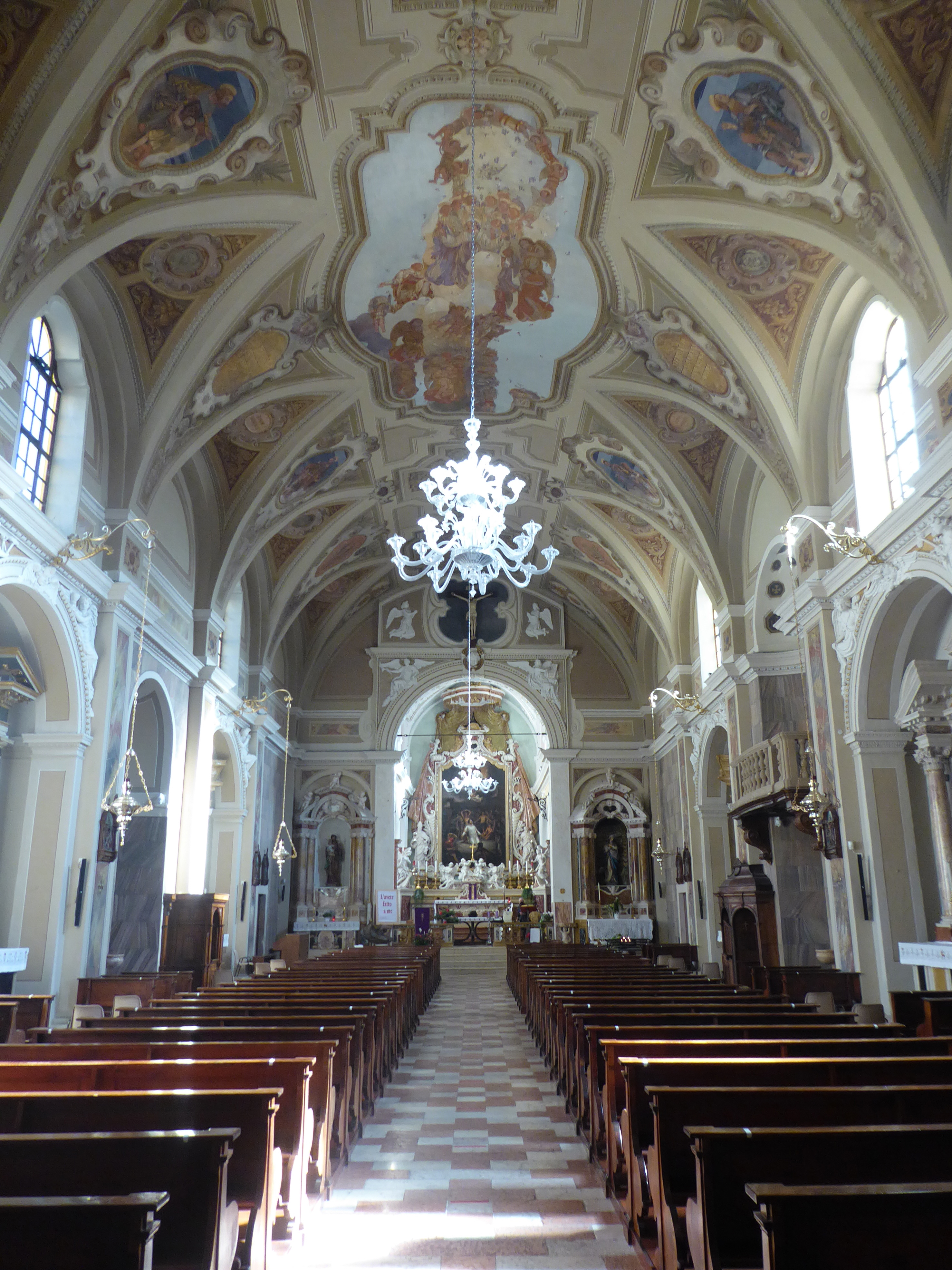
Interno della chiesa

## Storia
La prima citazione della pieve di Mori risale al 1180 e, da un documento datato 1214, s'apprende che essa era dedicata a Santo Stefano Protomartire. Il 2 luglio 1414 la pieve venne resa direttamente dipendente dalla cattedrale di Trento. L'edificio fu poi ricostruito tra il 1611 ed il 1618 e decorato tra il 1620 ed il 1645. Successivamente, tra il 1733 ed il 1750 la chiesa venne parzialmente riedificata per interessamento dell'allora parroco don Gerolamo Baldassarre Thun e, forse, su disegno di Cristoforo Benedetti. In quel periodo fu rifatto l'altare maggiore e vennero eseguita la decorazione in stucco della volta del presbiterio, dei pilastri e del sottarco dell'arco santo. L'attuale parrocchiale è frutto di un rifacimento condotto tra il 1872 ed il 1892 per volere del parroco don Eustasio Cappello. Nel corso della prima guerra mondiale fu distrutta parte del tetto, che venne ricostruita nel 1920 ed affrescata nel 1923 da Francesco Rossi e da Carlo Donati. Nel 1987 il campanile subì un complesso lavoro di ristrutturazione e, tra il 1999 ed il 2000, la parrocchiale venne completamente restaurata e consolidata.